# Charlotte: Tříbarevná hra se zpěvy
Charlotte: Tříbarevná hra se zpěvy (Charlotte: A Tri-Coloured Play with Music) je opera Aleše Březiny na libreto Alona Nashmana. Námětem libreta je život a dílo německé židovské malířky Charlotte Salomon, která byla jednou z obětí zavražděných v koncentračním táboře Auschwitz.
Autor označuje operu jako komorní operní muzikál, protože obsahuje i kabaretní a operetní scény. Opera trvá přibližně hodinu a půl.

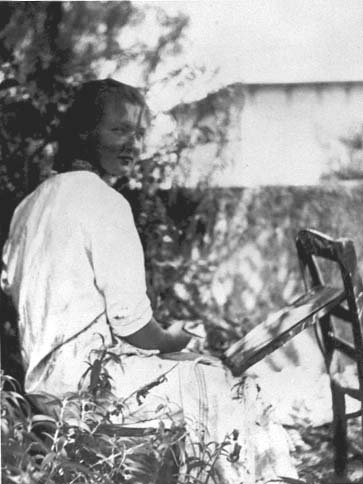
Charlotte Salomon maluje na zahradě vily L'Ermitage, Villefranche-sur-Mer, asi 1939.

## Inscenační historie
Koncertní provedení opery bylo uvedeno v premiéře dne 1. června 2017 v The Isabel Bader Centre for the Performing Arts, Kingston, Ontario, Kanada v nastudování souboru Theaturtle. Scénická verze byla uvedena v rámci festivalu Luminato ve dnech 16. – 18. června 2017. Opera byla dále uvedena ve dnech 30. června – 2. července 2017 na Design Festivalu v Taipei, Taiwan Záznam této verze opery je dostupný na internetu.
Druhá verze opery byla uvedena o rok později stejným souborem. Členy inscenačního týmu byli: Scénografie a režie: Pamela Howard, hudební nastudování: Peter Tiefenbach, světelný design: Patrick Lavender, pohybová režie: Marie-Josée Chartier, produkce: Kaitlin Hickey. Po premiéře v kanadském Torontu na scéně divadla Hart House Theatre dne 1. června 2019 následovalo světové turné:
- 21. – 22. červen 2019, Jaffa Fest, Tel Aviv, Izrael[9]
- 25. červen 2019, Divadlo na Podoli (Театр на Подолі), Kyjev, Ukrajina – koncertní provedení[10]
- 26. červen 2019 Lviv Academic Theatre Voskresinnia (Львівський Aкадемічний Духовний Tеатр Воскресіння), Lvov, Ukrajina – koncertní provedení[11]
- 1. – 2. červenec 2019, Nová scéna, Národní divadlo v Praze[7][12]
- 5. červenec 2019, Smetanova Litomyšl[1]

## Osoby a obsazení při premiéře

### Zpěváci
| Ariana Chris        | Paulinka Bimbam                  |
| Andrew Cohen        | Amadeus Daberlohn                |
| Kaliegh Gorka       | Birgit, služka / Barbara         |
| Derek Kwan          | Albert Kann / Pope               |
| David Ludwig        | dědeček / Minister of Propaganda |
| Tracy Michailidis   | Franziska / babička              |
| Shaina Silver-Baird | Charlotte Kann                   |

### Hudebníci
| Peter Tiefenbach | klávesové nástroje / Dr. Singsong |
| Michele Verheul  | klarinety / teta Hedvika          |
| Kimberly Jeong   | violoncello / protestující žena   |
| Ben Promane      | trubky / strýc Walter             |

## Stručný děj díla

### Prolog
L'Hermitage, Villefranche-sur-Mer, Francie 1942.
Charlotte maluje svůj berlínský život podle vzpomínek. Ze zadní části jeviště vytupijí postavy jejího života jako na divadle, pomalu procházejí průsvitnou oponou a jsou představováni jeden po druhém.

### Scéna 1 (Vánoční stromeček)
Byt Kannových, Berlín 1925.
Charlotte je 8 let. V bytě Kannových se odehrává typická vánoční oslava s hosty, kteří jsou překvapeni vánočním stromkem v židovské rodině. Charlottina matka Franciska je nešťastná. Předpovídá svou sebevraždu a Cherlotte věří, že se její matka stane andělem v nebi.

### Scéna 2 (Tak tomu se tedy říká život)
Krematorium / byt Kannových, Berlín 1926.
Charlottina matka Franciska spáchala sebevraždu, ale Charlottě, které je nyní 9 let řekli, že matka zemřela „na chřipku“. Charlotte a její prarodiče jsou doma, zatímco její otec a ostatní muži jsou v krematoriu. Charlotte píše dopis své matce v nebi, ale matka neodpovídá.

### Scéna 3 (Daberlohnova noční můra)
Daberlohnův pokojík u nádraží, Berlín 1927.
Daberlohn zpívá o svých zkušenostech v zákopech první světové války, jak překonal své zoufalství a rozhodl se stát učitelem zpěvu.

### Scéna 4 (Carmen)
Jeviště Státní opery Berlín. Lóže. 1927.
Charlotte s otcem dostanou prominentní místa v operním jevišti. Charlotte je poprvé v opeře a poprvé se setkává s otcovou novou partnerkou Paulinkou Bimbam. Zpívá Carmen. Opera má veliký úspěch. Daberlohn sedí na levném sedadle a je Paulinkou unešen. Albert a Charlotte čekají, až se Paulinka vrátí z jeviště, aby se s nimi setkala. Stali se rodinou!

### Scéna 5 (Obdiv)
Apartmá u Bimbam-Kannových, Berlín 1930.
Paulinka a Albert se objímají na pohovce a netuší, že je Charlotte sleduje. Paulinka dává Charlotte gramofonovou desku se svou nahrávkou Schubertovy písně „Der Wegweiser“. Charlotte, které je nyní 13 let, intenzivně poslouchá. Charlotte, Albert a Daberlohn zpívají o svém obdivu k Paulince.

### Scéna 6 (Zdivočelé šílenství)
Nemocnice, kancelář, Řím: Vatikán, byt Kannových, Umělecká škola 1933.
Doktor Albert Kann je propuštěn z nemocnicie. Paulinka žádá ministra propagandy o povolení k vytvoření židovského divadla. Charlottini prarodiče navštívili Řím a papež se ptá "co tady dělají všichni ti Židé?" Charlotte je nyní 16 let, Pozoruje z okna davy podporující nacistickou stranu a závidí jim jejich "nedostatek pochyb". Sama se odmítá vrátit do školy a chce se přihlásit na uměleckou školu. Paulinka ji vezme na schůzku s ředitelem umělecké školy Herr Schmidtem.

### Scéna 7 (Barbara)
Akademie umění, Berlín 1934.
Charlotte, které je nyní 17 let, se na Akademii spřátelí s Barbarou, ideální árijskýou dívkou, která stojí modelem při hodinách figurální kresby. Od Barbary se Charlotte dozvídá podrobnosti o sexu a lásce.

### Scéna 8 (Vox Humana)
Byt u Bimbam-Kannů, Berlín 1936.
Daberlohn přichází do bytu Bimbam-Kannových s doporučujícím dopisem a rukopisem svých hlasových teorií. Daberlohn zaujme Paulinku a sní o tom, jak ji svede pomocí písně. (BIST DU BEI MIR) Charlotte, které je nyní 20 let, sleduje Daberlohna a svoji matku a tajně je kreslí.

### Scéna 9 (Smrt a dívka)
Venkovní kavárna, Berlín 1937.
Daberlohn sedí před kavárnou a čte noviny plné zlověstných titulků o bojkotu židovských podniků. Všimne si Charlotty, která jde kolem, a vyzývá ji, aby se k němu připojila. prohlíží si její kresby, včetně svého nedokončeného portrétu. Lichotí jí a žádá, aby mu „půjčila“ dvě své kresby. Charlotte mu je dává a představuje si, že by se do ní Daberlohn mohl zamilovat.

### Scéna 10 (Trojúhelník)
Salón u Bimbam-Kannů, Berlín listopad 1938.
Daberlohn studuje s Paulinkou roli Gluckova Orfea. Ukazuje Paulince Charlottiny obrazy, aby ilustroval Paulinkovu myšlenku, že se umělec musí zabývat životem i smrtí. Paulinka obrazy odmítá jako dětinské. Obě ženy obviňují Daberlohna, že je pokrytec. Albert doprovází Paulinku na zastávku, a ta ho nabádá, aby se „dobře staral o naši Charlottu.“

### Scéna 11 (Louka plná pryskyřníků. Kristallnacht)
Byt, listopad 1938.
Daberlohn zůstal sám s Charlotte. Vypráví jí o tajemství lidského dotyku a vede ji do její ložnice. Objímají se na její posteli, když v tom se z ulice ozývají zvuky křišťálové noci.

### Scéna 12 (Zatčení)
Salón u Bimbam-Kannů, 4 dny poté, 1938.
Birgit vtrhne zvenku a řekne Paulince, že Albert byl v nemocnici nacisty zatčen. Paulinka se rozhodne jednat okamžitě. Jde na policejní stanici, kde vede protest žen zatčených mužů.

### Scéna 13 (Kočka a myš)
Kancelář Ministra propagandy 1938.
Paulinka si vymůže audianci u ministra propagandy. V duetu prosí o propuštění Alberts, a využívá své slávy, krásy a hlasu. Je nucena souhlasit s požadavky ministra na oplátku za Albertovo propuštění.

### Scéna 14 (Návrat domů)
Apartmá u Bimbam-Kannů, začátek 1939.
Albert podpírán Paulinkou se vrací z koncentračního tábora do svého bytu. Albert vypráví o pobytu v táboře, má zničené ruce a asi se již nikdy nebude moci věnovat chirurgii. Rodiče rozhodují, že Charlotte musí odjet ke svým prarodičům, kteří žijí na jihu Francie. Charlotte nechce odjet. Charlotte a Paulinka se hádají a Charlotte Paulince připomíná, že není její skutečnou matkou. Paulinka nařídí Birgit, aby okamžitě zabalila Charlotte kufr.

### Scéna 15 (Slavnostní večeře)
Byt u Bimbam-Kannů, zkraje 1939.
Přátelé rodiny Bimbam-Kannovi, včetně Daberlohna, se účastní večeře na rozloučenou u Kannů. Všichni popisují, kam odcházejí z Německa. Charlotteiny kufry jsou zabaleny vedle její postele. Je rozrušená a dychtivě se dívá na Daberlohna v naději, že ji může zachránit.

### Scéna 16 (Sbohem)
Berlínské nádraží 1939.
Všichni jsou na nádraží a loučí se s přáteli a rodinou. Albert a Paulinka dávají Charlotte podslední praktické rady. Charlotte ale vyhlíží Daberlohana. Zpívá mu árii na rozloučenou, když v tom se Daberlohn objeví. Na rozloučenou zpívá, že „nikdy nezapomenu a v tebe věřím.“

### Scéna 17 (Villefranche)
l'Hermitage, Villefranche sur-Mer, Francie 1939–1940.
Vypukla válka. Již tak napjatý vztah mezi dědečkem a babičkou se přítomnost Charlotty zhoršuje. Babička onemocní a odmítá pohodlí, které Charlotte nabízí. Nakonec spáchá sebevraždu.

### Scéna 18 (Odhalení)
Villefranche sur-Mer, Francie 1940.
Dědeček a Charlotte pohřbili babičku v mělkém hrobě. Dědeček odhalil Charlotte pravdu o řadě sebevražd mezi ženami v Charlottině rodině. Navrhuje, aby spolu nyní spali. Charlotte se rozhodne otrávit ho a přizná se k tomuto skutku v dopisu Daberlohnovi.

### Epilog
U moře, Villefranche sur-Mer, Francie 1942.
Sama Charlotte nyní čelí dědictví sebevraždy. Sní o Daberlohnovi a pamatuje si jeho povzbuzující slova. Když si všimne krásy kolem sebe, rozhodne se vymalovat svůj život podle paměti a znovu oživit osoby svého života. Nakonec zabalí své obrazy do balíku a nabídne je publiku a řekne: „Postarejte se o ně dobře, je to celý můj život.“
KONEC

## Hudební citace
Charlotte Salomon ve svém díle Život? nebo divadlo? (Leben? oder Theater?) odkazuje v textových komentářích k obrazům na řadu hudebních skladeb a písní. Aleš Březina použil hudební citace některých z nich:
- Koleda Arn Weihnachtsbaum die Lichter brennen
- Christoph Willibald Gluck, Ach ich habe sie verloren, all mein Glück ist nun dahin. Orfeus a Eurydika, III. jednání
- Franz Schubert, Was vermeid ich denn die Wege, wo die anderen Weiser stehn (Der Wegweiser), z písňového cyklu Zimní cesta (Winterreise).
- Georges Bizet, Ja, die Liebe hat bunte Flügel (Habanera), Carmen, I. jednání
- Georges Bizet, Carmen, Předehra k I. jednání
- Johann Sebastian Bach, Bist du bei mir, geh ich mit Freuden zum Sterben und zu meiner Ruh. aria BWV 503 z Klavírní knížky skladeb pro Annu Magdalenu Bachovou (Clavier-Büchlein von Anna Magdalena Bach)
- Franz Schubert, hudba, Matthias Claudius, text: Der Tod und das Mädchen
- Felix Mendelssohn-Bartholdy: Sei stille dem Herrn und warte auf ihn., árie z oratoria Eliáš (Elias)
- Allons enfants de la Patrie, (Marseillaisa)
- Die Fahne hoch

V opeře jsou použity citace z dalších děl:
- Antonín Dvořák: Largo, Symfonie č. 9
- Richard Wagner: Tristan a Isolda
- Richard Wagner: Příjezd Valkýr (Walkürenritt), předehra ke 3. jednání opery Valkýra
- Felix Mendelssohn-Bartholdy: Svatební pochod (Hochzeitsmarsch), Ein Sommernachtstraum[13]

## Jiné zpracování námětu
Operu na námět života a díla této umělkyně s názvem Charlotte Salomon složil Marc-André Dalbavie na libreto Barbary Honigmann v roce 2014. Opera měla premiéru na Salzburckém festivalu dne 28. července 2014 pod taktovkou Luc Bondyho. Představení bylo přenášeno rakouskou rozhlasovou stanicí Ö1 v přímém přenosu.